# Поттс, Эндрю Ли
Эндрю Ли Поттс (англ. Andrew Lee Potts, 29 октября 1979, Брадфорд, Уэст-Йоркшир, Великобритания) — британский актёр.

## Биография
Родился 29 октября 1979 года в Брадфорде, Уэст-Йоркшир, Великобритания. Отца зовут Алан, маму — Сьюзен. У него есть старшая сестра, Сара-Джейн Поттс, тоже актриса. Окончил школу исполнительских искусств в Лидсе и начал свою карьеру в музыкальном театре, попутно принимая участия в телевизионных проектах и фильмах английского телевидения, таких как «Children’s Ward», «Биение сердца», «Дэлзил и Пэскоу», «Секретные материалы Стрейнджа», «Война Фойла», «Fat Friends», «Дохлая рыба», «Rose and Maloney» и «Таггерт».
Эндрю Ли стал известным после выхода на экраны научно-фантастического телесериала «Портал юрского периода», в роли Коннора Темпла (бывший студент Каттера, ставший специалистом по исследованию, технике и оснащению), его партнершей по площадке стала Ханна Спирритт, бывшая участница молодежной популярной группы «S Club 7», с которой Эндрю Ли обручен с 2008 года. Всего снято 3 сезона «Портала юрского периода» до 2009 года и начали снимать 4 сезон в 2010 году.
Следующая работа, которая приносит Поттсу уже более широкую известность, — экранизация известной сказки Льюиса Кэрролла мини-сериал «Алиса в стране чудес» (2009) режиссёра и сценариста Ника Уиллинга, в котором Эндрю сыграл одну из главных ролей — Шляпника. Сериал получил смешанные отзывы от критиков, но актёрская игра Поттса была хорошо оценена.
В 2013 году снялся в первом и последнем эпизодах спин-оффа «Портал юрского периода: Новый мир», который закрыли после первого сезона из-за низких рейтингов.

## Личная жизнь
В 1997 году недолго встречался с Ханной Спирритт. В 2006 вместе снялись в сериале «Портал юрского периода», и пара возобновила отношения, но в 2013 снова расстались. 20 августа 2014 года женился на певице Mariama Goodman.

## Фильмография
| Год       |    | Русское название                   | Оригинальное название           | Роль              |
| --------- | -- | ---------------------------------- | ------------------------------- | ----------------- |
| 1999      | с  | Дэлзил и Пэскоу                    | Dalziel and Pascoe              | Николас Ричмонд   |
| 2001      | ф  | Бункер                             | The Bunker                      | рядовой Нойманн   |
| 2001      | с  | Братья по оружию                   | Band of Brothers                | Юджин Э. Джексон  |
| 2002      | тф | Остров надежды                     | Stranded                        | Джейкоб Робинсон  |
| 2003      | ф  | Королева воинов                    | Boudica                         | Нерон             |
| 2003      | с  | Абсолютная власть                  | Absolute Power                  | Джимми Барт       |
| 2003      | с  | Война Фойла                        | Foyle's War                     | Дэн Паркер        |
| 2004      | с  | Роуз и Малони                      | Rose and Maloney                | Дэниел Баррингтон |
| 2005      | ф  | Дохлая рыба                        | Dead Fish                       | Эйб Клайн         |
| 2005—2011 | с  | Идеал                              | Ideal                           | Ли                |
| 2006      | с  | Таггерт                            | Taggart                         | Сэмюэль Бакланд   |
| 2007      | ф  | 1408                               | 1408                            | почтальон         |
| 2007      | ф  | Возвращение в дом ночных призраков | Return to House on Haunted Hill | Кайл              |
| 2007—2011 | с  | Портал юрского периода             | Primeval                        | Коннор Тэмпл      |
| 2008      | ф  | Багровая мгла                      | Freakdog                        | Кеннет            |
| 2009      | с  | Алиса в Стране чудес               | Alice                           | Шляпник           |
| 2011      | с  | Доктор Мартин                      | Doc Martin                      | Майкл Данвич      |
| 2012      | ф  | Вампирская сага                    | True Bloodthirst                | Джонни Харкер     |
| 2012—2013 | с  | Портал юрского периода: Новый мир  | Primeval: New World             | Коннор Тэмпл      |
| 2013—2014 | с  | Дракула                            | Dracula                         | Гэбриел Худ       |
| 2015      | с  | Убийства в Мидсомере               | Midsomer Murders                | Гидеон Латимер    |
| 2016      | с  | Счастливчик                        | Stan Lee's Lucky Man            | Тим Ларсон        |